# Txillardegi
José Luis Álvarez Enparantza (Sant Sebastià, 27 de setembre de 1929 - 14 de gener de 2012) més conegut pel pseudònim Txillardegi, va ser un lingüista, polític i escriptor basc. És considerat una de les persones que més ha influenciat en el nacionalisme basc i la cultura basca en la segona meitat del segle xx.

## Labor literària
Durant anys també va utilitzar els pseudònims "Igara", "Usako" i "Larresoro" en diferents publicacions en basc. La seva obra Leturiaren Egunkari Ezkutua es considera la primera novel·la moderna escrita en basc i va marcar un abans i un després en la literatura basca. També va formar part del moviment a favor del basc Euskal Herrian Euskaraz.

## Labor política
Membre del Partit Nacionalista Basc en la seva joventut, va defensar una concepció del basc basada en la llengua, impulsant la defensa i l'estudi del basc. Txillardegi va ser un dels fundadors d'ETA el 1959 juntament amb Julen de Madariaga Aguirre i altres joves nacionalistes, i va ser cap visible de la branca cultural del moviment.
El 1977 va participar en la fundació de la coalició Herri Batasuna com dirigent del partit Euskal Sozialista Biltzarrea (Congrés de Socialistes Bascos) i va ser escollit senador per Guipúscoa per la coalició abertzale a les eleccions generals espanyoles de 1986. En considerar que l'estratègia armada era inviable, durant un temps va militar a Aralar i va decidir desvincular-se'n públicament quan en el 2007 aquest partit va participar en un acte de solidaritat amb les víctimes d'ETA organitzat pel Govern Basc i es va presentar a les eleccions municipals en coalició amb Ezker Batua-Berdeak. En les eleccions generals espanyoles de 2008, es va anunciar la seva presència en la candidatura al Senat d'ANB per la circumscripció de Guipúscoa.

## Obres

### Novel·les
- Leturiaren egunkari ezkutua (1957)
- Elsa Scheelen (1969)
- Peru Leartzako (1960)
- Haizeaz bestaldetik (1979)
- Exkixu (1988)
- Putzu (1999)
- Labartzari agur (2005)

### Assaig
- Huntaz eta hartaz (1965)
- Hizkuntza eta pentsakera (1972)
- Sustrai bila. Zenbait euskal koropilo (1970)
- Euskara batua zertan den (1974)
- Oinarri bila (1977)
- Euskal Herritik erdal herrietara (1978)
- Fonologiaren matematikuntza (1978)
- Euskal fonologia (1980)
- Euskal dialektologia (1983)
- Euskal azentuaz (1984)
- Elebidun gizartearen azterketa matematikoa (1984)
- Euskal kulturaren zapalketa 1956 1981 (1984)
- Soziolinguistika matematikoa (1994)
- Euskal Herria helburu (1994)
- Lingua Navarrorum (1996, Orain)
- Euskararen aldeko borrokan (2004)
- Euskal Gramatika (1978)